# 245 هـ
245 هـ هي سنة في التقويم الهجري امتدت مقابلةً في التقويم الميلادي بين سنتي 859 و860.

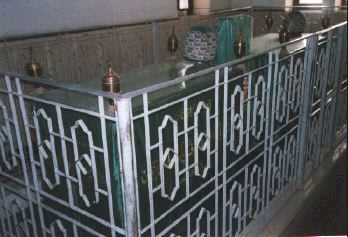
قبر ذو النون المصري بالقاهرة

## أحداث
- قامت فاطمة بنت محمد الفهري ببناء  جامع القرويين.

## مواليد
- أحمد بن محمد بن السندي

## وفيات
- سوار بن عبد الله بن سوار قاضي البصرة.
- أحمد بن موسى بن العباس
- هشام بن عمار

- أبو تراب النخشبي
- ابن الراوندي
- ذو النون المصري
- محمد بن حبيب البغدادي
- محمد بن رافع